# Maccabi Tel Aviv
El Maccabi Tel Aviv és un club poliesportiu de la ciutat de Tel-Aviv a Israel.

## Història
El Maccabi Tel Aviv és el club més reeixit d'Israel per palmarès. Les seves seccions més famoses són la de futbol i bàsquet, però també té seccions d'handbol, voleibol, judo o natació entre d'altres. El club es fundà el 1906 amb el nom de Maccabi HaRishon LeZiyyon - Yafo.

## Secció de futbol
És el club amb més títols domèstics i el club de futbol israelià amb més èxit fora del país, que ha guanyat dues vegades la Lliga de Campions de l'AFC. El seu derbi amb rivals de la ciutat, Hapoel Tel Aviv FC, és considerat un dels derbis més apassionats dels esports israelians. Maccabi va ser el segon club israelià a assolir la fase de grups de la Lliga de Campions de la UEFA i l'únic equip a Israel que mai no ha descendit de la màxima divisió de la lliga israeliana.

## Secció de bàsquet
La secció de bàsquet del Maccabi es fundà a mitjans dels anys 30. Des d'aleshores ha estat el dominador absolut del bàsquet israelià, guanyant 54 títols de lliga i 44 de copa. A més, ha disputat 15 finals de l'Eurolliga, guanyant sis títols. El 16 d'octubre de 2005 es va convertir en el primer equip del món a guanyar a un equip de l'NBA en pista contrària, derrotant els Toronto Raptors per 103-105 al Air Canada Centre de Toronto, en un partit amistós.